# Microhyla minuta
Espèce
Microhyla minuta est une espèce d'amphibiens de la famille des Microhylidae.

## Répartition
Cette espèce est endémique de la province de Đồng Nai au Viêt Nam. Sa présence est incertaine dans les provinces de Bình Dương, de Bình Phước et de Lâm Đồng.

## Publication originale
- Poyarkov, Vassilieva, Orlov, Galoyan, Tran, Le, Kretova & Geissler, 2014 : Taxonomy and distribution of narrow-mouth frogs of teh genus Microhyla Tschudi, 1838 (Anura: Microhylidae) from Vietnam with descriptions of five new species. Russian Journal of Herpetology, vol. 21, p. 89–148.